# 白馬郡
白马郡，中国南北朝时设置的郡。
- 十六国西秦建义元年（385年）乞伏国仁置白马郡，治所在白马城（今甘肃省成县西南），约在今甘肃省岷县、宕昌县一带。北魏废。
- 南梁设立白马义阳二郡，属南梁、北巴二州。西魏恭帝二年（555年）改白马义阳二郡置白马郡，属隆州。治所在奉国县（今四川省阆中市东北）。辖境相当今四川省阆中市、苍溪县等东北地。下辖奉国县、义阳县。隋文帝开皇三年（583年）废白马郡，属县直属隆州（巴西郡）。